# Fysiocratisme

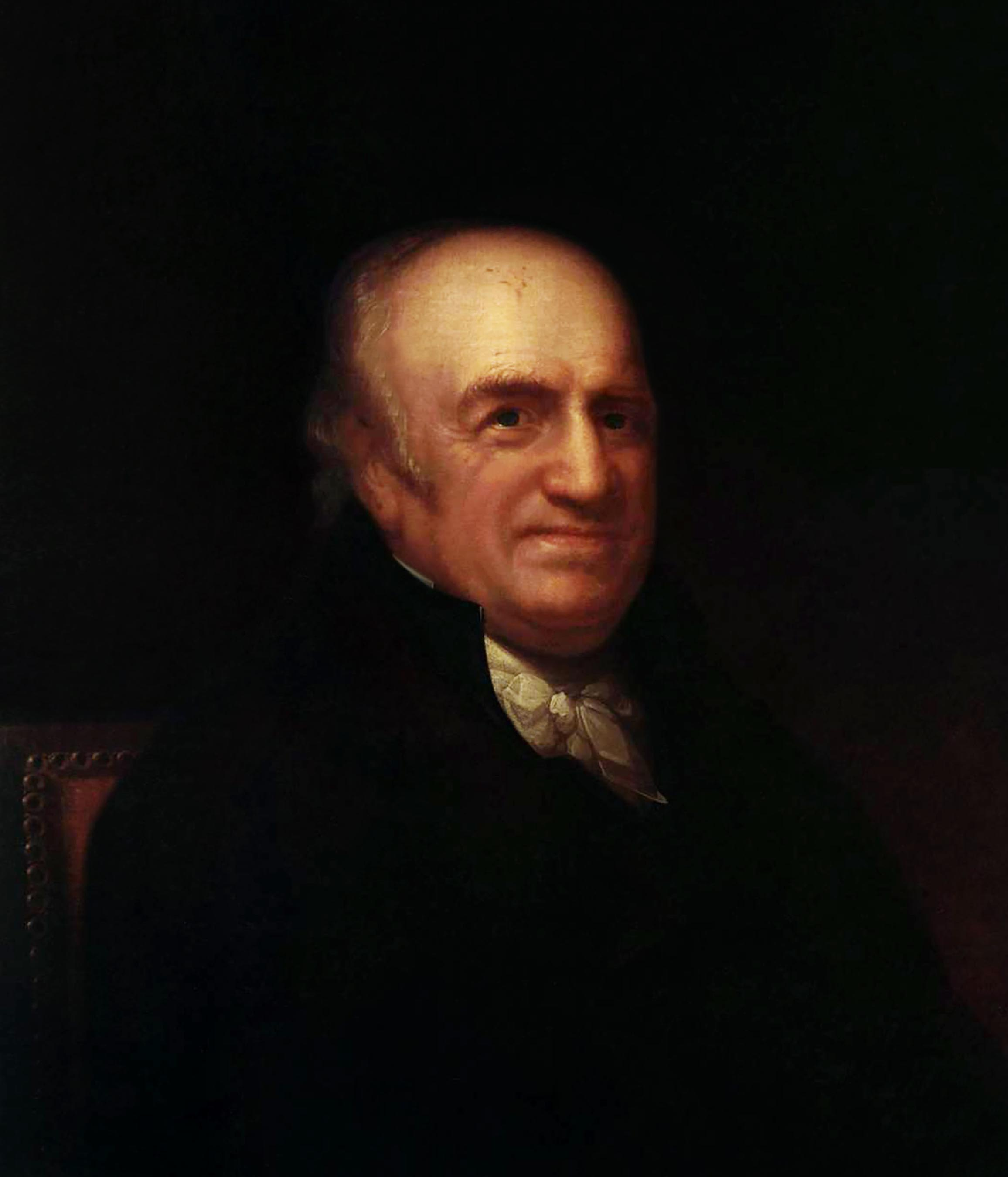
Pierre Samuel du Pont de Nemours, een prominente fysiocraat, emigreerde naar de Verenigde Staten. Zijn zoon richtte DuPont op, het op een na grootste chemiebedrijf in de wereld. In zijn boek la Physiocratie pleitte du Pont voor lage tarieven en vrije handel.

Het fysiocratisme (van het Griekse woord van "regering van de natuur") is een economische theorie, die in de 18e eeuw werd ontwikkeld door een voornamelijk Franse groep van economen die geloofde dat de rijkdom van een natie haar oorsprong vindt in de waarde van de voor landbouw beschikbare grond. Wilde een natie rijker worden, dan moest men of meer land verwerven of door aan landontwikkeling te doen de beschikbare landbouwgrond verbeteren. De aanhangers van het fysiocratisme noemt men fysiocraten. De stroming ontstond in Frankrijk en was gedurende het derde kwart van de 18e eeuw het meest populair. Het fysiocratisme is misschien wel de eerste goed ontwikkelde economische theorie.
De beweging werd met name gedomineerd door François Quesnay (1694-1774) en Anne Robert Jacques Turgot (1727-1781). Het fysiocratisme ging onmiddellijk vooraf aan de eerste moderne school, de klassieke economie, die in 1776 haar oorsprong vond in de beroemde The Wealth of Nations van Adam Smith.
De belangrijkste bijdrage van de fysiocraten was hun nadruk op productieve arbeid als bron van de nationale rijkdom. Dit in tegenstelling tot eerdere scholen, met name het mercantilisme, dat zich vaak richtte op de rijkdom van de vorst, de accumulatie van goud en een overschot op de handelsbalans. Vanuit het gezichtspunt van de moderne economie is een belangrijke zwakte dat de fysiocraten alleen het agrarische werk waardevol achtten. Fysiocraten bekeken de productie van goederen en diensten als de consumptie (dat wil zeggen het verbruik) van de landbouwoverschotten, terwijl de moderne economen de productie van goederen en diensten ook als productieve activiteiten beschouwen, die bijdragen aan het nationaal inkomen.
De geschiedkundige David B. Danbom legt uit: "De fysiocraten veroordeelden steden voor hun kunstmatigheid en prezen meer een meer natuurlijke levensstijl. Zij "vierden" de boeren." Ze noemden zichzelf économistes, maar worden aangeduid als fysiocraten om hen te onderscheiden van de vele scholen in het economisch denken die na hen kwamen.

## Voorlopers
Het fysiocratisme is een agrarianistische filosofie, waarvan men de oorsprong naar verschillende bronnen kan traceren. Tijdens de laatste periode van de Romeinse Republiek was het de dominante senatoriale klasse niet toegestaan om actief deel te nemen aan de handel en aan bankzaken. Zij werden geacht te leven van de opbrengsten van hun latifundia, grote plantages. Deze regels werden echter omzeild door gebruik te maken van hun vrijgelaten slaven via wie zij hun overschot aan agrarische goederen op de markt verkochten.
Na de val van het West-Romeinse Rijk, leidde de de-urbanisatie ertoe dat handel en verkeer in het grootste deel van West-Europa min of meer ophielden te bestaan. Economieën werden gecentreerd rondom agrarische landgoederen, waar krijger-landheren, de middeleeuwse adel, pacht van lijfeigenen in de vorm van producten in natura verzamelden. Totdat de handel in de Late Middeleeuwen begon terug te keren, wat leidde tot de opkomst van de klasse van kooplieden, was dit het dominante economische systeem,
Een andere inspiratie was het Chinese economische systeem, op dat moment het grootste ter wereld. De meeste Chinezen waren binnen dat systeem verdeeld in vier klassen met als hoogste de geleerden-bureaucraten, tevens agrarische landheren en als laagste klasse de handelaren, dit omdat dezen niet zelf produceerden, maar uitsluitend goederen, die door anderen gemaakt waren, distribueerden. Toonaangevende fysiocraten zoals François Quesnay waren enthousiaste Confucianen, die het Chinese agrarische beleid bepleitten.

## Geschiedenis
Pierre Le Pesant de Boisguilbert maakte ten tijde van het koningschap van Lodewijk XIV deel uit van de lokale regering van Parijs. Hij schreef pamfletten en brochures over onderwerpen die gerelateerd waren aan zijn werk; de belastingen, graanhandel en geld. Boisguilbert beweerde dat rijkdom tot stand kwam als gevolg van eigenbelang en dat markten onderling met elkaar verbonden waren door geldstromen (dat wil zeggen dat een uitgave van een koper gelijk stond aan de inkomsten voor de producent). Zo realiseerde hij zich ook dat het verlagen van prijzen in tijden van schaarste - in zijn tijd zeer gebruikelijk - economisch gezien gevaarlijk was, aangezien dit als een ontmoediging van de productie diende. In het algemeen bepleitte Boisguilbert minder overheidsbemoeienis in de graanmarkt, aangezien elke activiteit van de overheid "verwachtingen" zou wekken die het beleid direct zouden verhinderen te werken. Een voorbeeld zou zijn dat als de overheid graan in het buitenland kocht, er mensen zouden zijn die zich zouden realiseren dat er waarschijnlijk een tekort was. Zij zouden hun vraag zodanig verhogen dat dit een prijsopdrijvend effect zou hebben, wat tot een tekort zou kunnen leiden. Dit idee was een vroeg voorbeeld van de bepleiting voor vrijhandel. In anoniem gepubliceerde geschriften deed Vauban een voorstel voor een systeem dat bekend zou worden als La dîme royale. Daarin stelde hij een belangrijke vereenvoudiging van de Franse belastingwetten voor. Hij wilde overschakelen op een relatieve vlaktaks op bezit en handel. Vaubans gebruik van de statistiek betekende een opmerkelijke toename van empirische methoden in de economie, dit in vergelijking tot eerdere schrijvers.
Gedurende de periodes voor, tijdens en na de Zevenjarige Oorlog tussen Frankrijk en Groot-Brittannië kreeg de fysiocratische beweging de wind in de zeilen. Allereerst verschenen er verschillende tijdschriften, de voorbode voor een groter publiek in Frankrijk dat geïnteresseerd was in nieuwe economische ideeën. Onder de belangrijkste tijdschriften waren het Journal Œconomique (1721-1772), waarin de agronomie en rationele veehouderij werden gepropageerd en het Journal du commerce (1759-1762), dat zwaar werd beïnvloed door de ideeën van de Iers-Franse bankier en econoom Richard Cantillon (1685-1734). Daarnaast waren er ook twee tijdschriften die werden gedomineerd door de fysiocraten; het Journal de l'agriculture, du commerce et des finances (1765-1774) en de Ephémérides du citoyen (1767-1772 en 1774-1776). Ook bracht Jacques Vincent de Gournay (1712-1759) (de Intendant du commerce) een groep van jonge onderzoekers, waaronder François Veron Duverger de Forbonnais (1722-1800) en een van de twee beroemdste fysiocraten, Anne Robert Jacques Turgot (1727-1781) bijeen. De tweede leidende fysiocraat, François Quesnay (1694-1774), behoorde tot diegenen die veel in de in zijn tijd uitgegeven tijdschriften publiceerden.

## Tableau Economique
Het Tableau Economique of de economische tabel is een economisch model, dat in 1759 voor het eerst beschreven werd door François Quesnay. De Tableau legde het fundament voor de economische theorieën van de fysiocraten.
Het model dat Quesnay ontwierp bestaat uit drie economische partijen. De "bezittende" klasse bestaat alleen uit landeigenaren. De "productieve" klasse bestaat uit alle landarbeiders. De "steriele" klasse bestaat uit ambachtslieden en handelaren. De stroom van productie en/of geld tussen de drie klassen startte met de bezittende klasse, omdat zij het land in eigendom hebben en zij kopen van de beide andere klassen.

## Gedachtegoed
Aanhangers van het fysiocratisme waren verenigd rondom François Quesnay. Zij gaan uit van een zogenaamde ordre naturel (natuurlijke orde) en droit naturel (natuurrecht). De fysiocraten zijn theïsten, en werden soms ook wel verweten een sekte te zijn.

### Ordre naturel
De natuurlijke orde bij de fysiocraten is door God vastgelegd. In die structuur van God is er plaats voor universele rechten, onveranderlijk wat de bestaande orde momenteel is. De taak van de filosoof zou dan zijn deze wetmatigheden te onderzoeken en te onderbouwen, die van de wetgever is slechts om deze te codificeren. Hier kan dus geen sprake zijn van positief recht. De fysiocraten waren ervan overtuigd dat de wetgever een koning moest zijn. Het handelen van de volksvertegenwoordiging is onderhevig aan willekeur, de koning daarentegen heeft juist belang bij een grote opbrengst van het gebied onder zijn controle. Omdat de Waarheid komt van God, kan er niets mis zijn met het gezag van slechts één persoon, zo menen de fysiocraten.

### Individualisme en laissez-faire
De fysiocraten, vooral Turgot, geloofden dat voor elk segment van de economie eigenbelang de motiverende reden was om haar rol te spelen. Elk individu was het meest geschikt om zelf te bepalen welke goederen hij wilde en wat voor werk hij wilde verrichten om daarin gedurende zijn leven te voorzien. Hoewel een persoon zeker voor het welzijn van anderen kon werken, zou hij ten behoeve van zichzelf harder werken; in de noden van elk persoon moet echter worden voorzien door vele andere mensen. Het systeem werkt daarom het beste wanneer er een complementaire relatie tussen de behoeften van een persoon en de verlangens van andere personen bestaat. Handelsbeperkingen vormen daarom een onnatuurlijke barrière voor het bereiken van iemands doelen.

### Privébezit
Geen van de theorieën over de waarde van de grond zou kunnen werken zonder een sterke juridische onderbouwing voor het eigendomsrecht. Gecombineerd met het sterke gevoel van individualisme vormt het recht op privé-eigendom een cruciaal bestanddeel van een werkend Tableau Economique.

### Afnemende meeropbrengsten
Turgot was een van de eerste om te erkennen dat "opeenvolgende toepassingen van de variabele input het product zullen doen groeien, eerst in stijgend tempo, maar later in een dalend tempo, totdat het een maximum bereikt." Dit was een erkenning dat de productiviteitswinst die nodig is om de nationale welvaart te verhogen een grens heeft en dat daarom rijkdom niet oneindig was.

### Economische beginselen
De welvaart van een land hangt volgens de fysiocraten af van een bloeiende landbouw. Het kapitaal bestaat uit drie onderdelen, de Avances foncières oftewel investeringen gemaakt door een (eerdere) landeigenaar, de Avances primitives, het vaste kapitaal, en de Avances annuelles oftewel het vlottende kapitaal. De Reprises du cultivateur is de winst die gemaakt wordt nadat het vlottende kapitaal in een periode wordt opgemaakt, samen met een gedeelte van het vaste kapitaal. In het vlottende kapitaal zit ook het loon van de landwerker. Het kapitaal bestaat bij de fysiocraten dus niet uit geld, per se, maar kan dat wel als vorm aannemen. Dit in tegenstelling tot het mercantilisme, waar men in de veronderstelling was dat rijkdom moet gezocht worden in de totale hoeveelheid van goud en zilver dat een land bezit.
De bijdrage van de handel en nijverheid werd door de fysiocraten onderschat, die was zelfs 'improductief'.

### Investeringskapitaal
Zowel Quesnay als Anne Robert Jacques Turgot erkenden dat landbouwers kapitaal nodig hadden om het productieproces op te starten. Beiden waren zij er voorstanders van om elk jaar een deel van de winst te gebruiken om de productiviteit te verhogen. Kapitaal was ook nodig om de arbeiders te ondersteunen, in de periode dat zij het product produceerden. Turgot erkende dat er bij het gebruik van kapitaal voor iets anders dan grondbezit rekening moet worden gehouden met alternatieve kosten (Engels: "opportunity costs") en risico. Hij ziet de rente een "strategische functie in de economie" spelen.

### Zorgen met betrekking tot overbevolking
De fysiocraten voorspelden dat de mensheid sneller zou groeien dan de beschikbare middelen; gegeven de eindige hoeveelheid land zou deze niet in staat zijn een eindeloos groeiende bevolking te ondersteunen.

## Het fiasco van de praktijk
Tot het aantreden van Turgot als Contrôleur général des finances (in de praktijk eerste minister) beschouwden de Franse monarchen de handel in graan, meel en brood als een uitzondering op het marktmechanisme. Het ging om een levensnoodzakelijk goed, dat men niet aan de speling van speculatie kon overlaten. De magistraat Nicolas de la Mare beschreef in zijn Traîté de la police in detail hoe de politie de handel moest reguleren en de speculatie inperken. Zo goed en zo kwaad het kon probeerden de absolute koningen de hongersnoden te beperken en de granen van gebieden met relatieve overvloed te versluizen naar noodgebieden, en desnoods in te kopen uit het buitenland. Export was hoe dan ook uit den boze.
In september 1774 gaf koning Lodewijk XVI toe aan de druk van de Verlichtingsideeën. De controle op de prijzen en de beperkingen op de circulatie werden opgeheven en de doctrine van de Fysiocraten werd wet. In enkele maanden tijd creëerde Turgot chaos en hongersnood: een tekort in de lente volgend op zijn decreet nam dramatische vormen aan. De prijsstijgingen trokken grote hoeveelheden speculatiegeld aan en het graan bleef geblokkeerd in de opslagplaatsen, terwijl het door de ene speculant aan de andere werd verkocht. De "laissez faire" politiek mondde uit in een "granenoorlog" (guerre des farines), met protesten, opstanden en uiteindelijk een bloedige onderdrukking. Het Verlichtingsexperiment was mislukt, en de prijscontrole werd weer ingevoerd. De koning, die door het Franse volk beschouwd werd als zijn beschermer, had dit "aura" verloren. De hongersnood werd hem (terecht) aangerekend en hij werd zelfs ervan beschuldigd betrokken geweest te zijn bij de speculatie. Het mislukte fysiocratisch experiment bracht de Franse monarchie een stap dichter bij de Revolutie van 1789.

## Lijst van fysiocraten
- Nicolas Baudeau
- Richard Cantillon
- François Quesnay
- Pierre Samuel du Pont de Nemours
- Victor de Riqueti, Markies van Mirabeau
- Honoré Gabriel de Riqueti, Graaf van Mirabeau
- Mercier de la Rivière
- Anne Robert Jacques Turgot